# Noctua terracotta
Noctua terracotta là một loài bướm đêm trong họ Noctuidae.